# Облога Парижа (845)
Облога Парижа вікінгами у 845 році — перша облога майбутньої столиці Франції скандинавськими вікінгами. Облога стала кульмінацією норманського вторгнення до Західної Франкії. Облога закінчилася взяттям Парижа та розграбуванням міста. Силами вікінгів командував Регінгер, якого ототожнюють з легендарним конунгом Рагнаром Лодброком.

## Передумови
Перші напади вікінгів на терени сучасної Франції відбулися 799 року. 810 року Карл Великий заснував систему укріплень на півночі сучасної Франції для захисту від набігів. Проте у 820 році вікінгам вдалося подолати цю систему. Систематичні набіги вікінгів на землі Франкської імперії почалися у 830-х роках.
У 845 році вождь вікінгів Регінгер, якого історики ототожнюють з Рагнаром Лодброком, почав шукати нові території для загарбання та пошуку нових коштовностей. Саме тоді відбувся напад на Париж.

## Хід облоги
Регінгер вирішив пливти на 120 кораблях із 5-6 тисячами воїнів до гирла річки Сени. Вікінги піднялись вверх по річці, пограбувавши міста Гавр та Руан. Флот вікінгів досягнув Сен-Жермен-ан-Ле. У березні Регінгер вирішив досягти Парижа. Тоді місто обмежувалося островом Сіте. Передмістя не були укріплені.

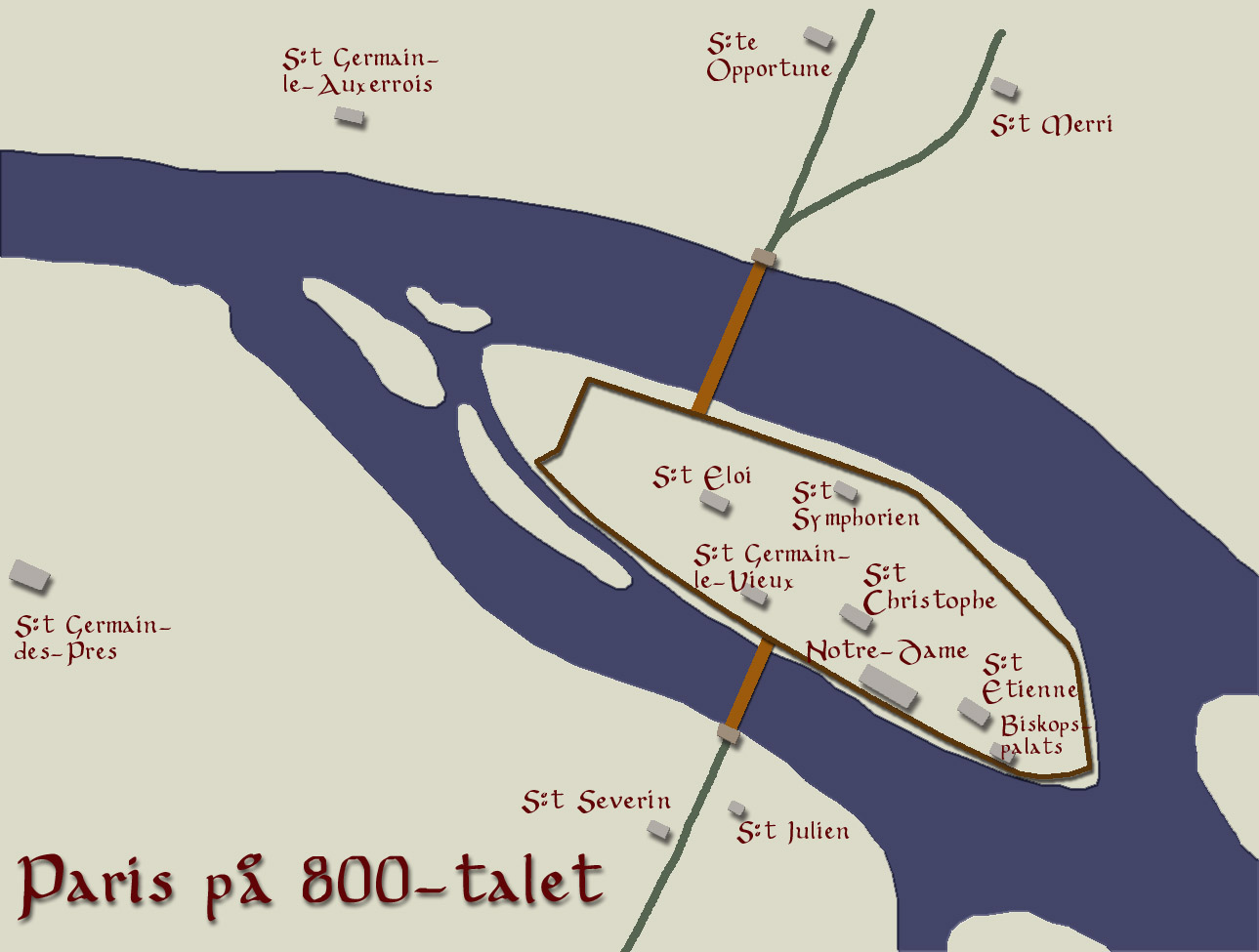
Париж у IX столітті

Вікінги підійшли під Париж 28 березня. Західнофранкський король Карл II Лисий очолив оборону абатства Сен-Дені. Ченець Еймон де Сен-Жермен-де-Пре повідомляє:
|  | Покинувши свої судна, вони розійшлися по сільській місцевості, винищили велику кількість людей обох статей, спалили села, монастирі, церкви та виступили проти народу Божого... |

29 березня, у Великодню неділю, вікінги проникли в місто і почали його грабувати. Пограбованими були й навколишні села. Вікінги атакували західний кінець острова Сіте в Парижі посеред Сени. Безперешкодно вони проникли вглиб міста, розграбували абатства Сен-Жермен-де-Пре та Сент-Женев'єв.
Щоб зняти облогу столиці, Карл II погодився виплатити вікінгам 7000 ліврів золотом і сріблом. Після цього вікінги відступили і стали повертатися до Данії. Проте, повертаючись, вони грабували міста Північної Франції.